# Charles Parsons (Philosoph)

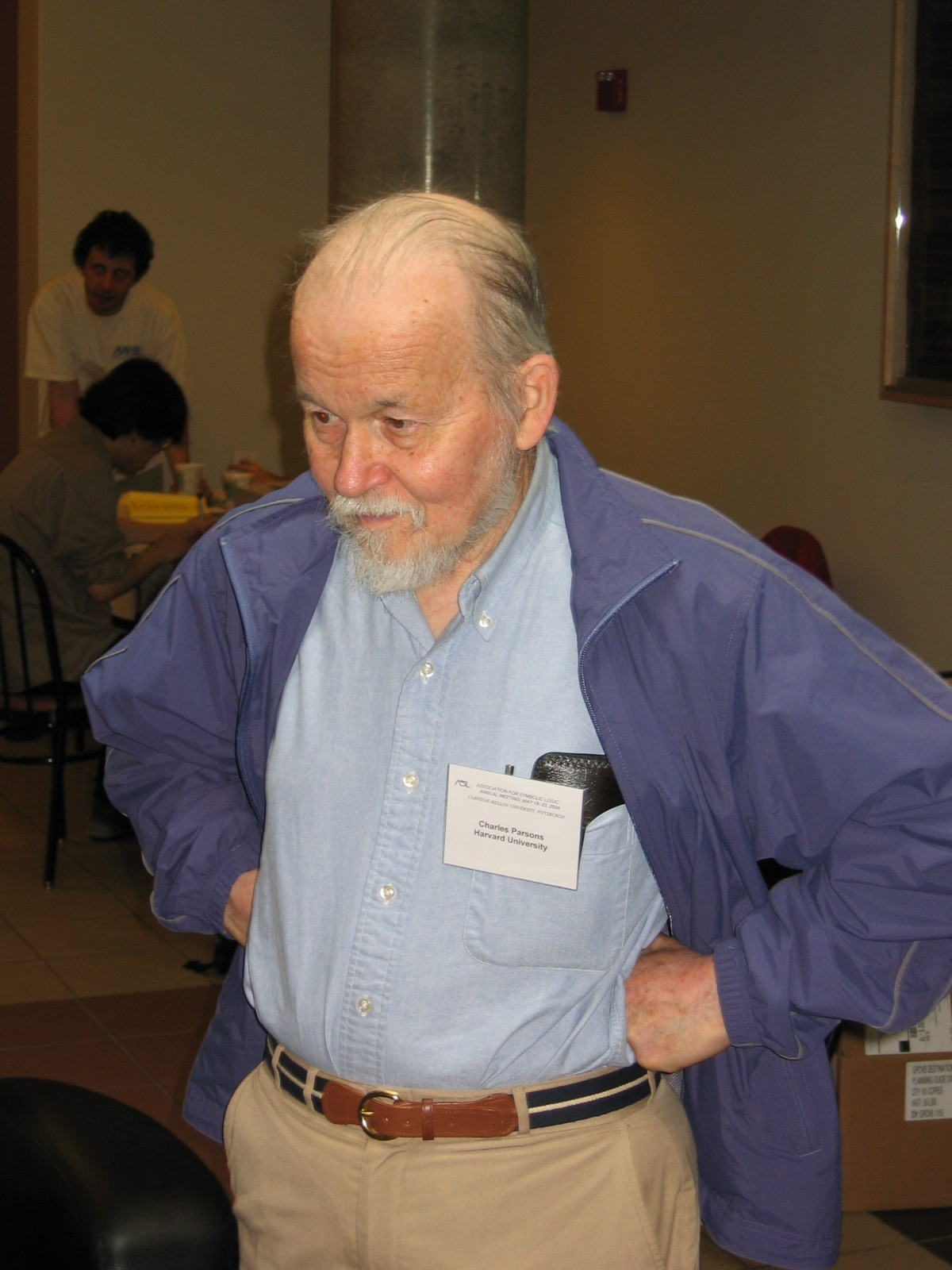
Charles Parsons, 2004

Charles Dacre Parsons (* 13. April 1933 in Cambridge, Massachusetts; † 19. April 2024 ebenda) war ein US-amerikanischer Philosoph und Mathematiker.

## Leben und Werk
Parsons studierte ab 1950 Mathematik an der Harvard University mit dem Bachelor-Abschluss 1953 summa cum laude. Danach studierte er Philosophie am King’s College der Universität Cambridge (1954/55) und in Harvard mit dem Master-Abschluss 1956 und der Promotion (Ph.D.) bei Willard van Orman Quine 1961 (Dissertation: On Constructive Interpretation of Predicative Mathematics). 1958 bis 1961 war er Junior Fellow in Harvard. Ab 1961 war er Assistant Professor für Philosophie an der Cornell University und ab 1962 in Harvard und 1965 wurde er Associate Professor und 1969 Professor an der Columbia University, an der er 1976 bis 1979 und 1985 bis 1989 der Fakultät für Philosophie vorstand. 1989 wechselte er als Professor an die Harvard University, an der er 1991 Edgar Pierce Professor wurde. 2005 wurde er emeritiert.
Daneben war er zwischen 2002 und 2009 mehrfach Gastprofessor an der University of California, Los Angeles. Außerdem war er Gastprofessor und Gastwissenschaftler an der Rockefeller University, der Universität Heidelberg, in Yale, an der University of Pittsburgh, in Padua und Chicago. 1979 bis 1980 war er Visiting Fellow am All Souls College in Oxford und 1986/87 Guggenheim Fellow.
1966 bis 1990 war er Mitherausgeber des Journal of Philosophy, für das er danach beratender Herausgeber war. 1994 bis 1998 war er Mitherausgeber des Bulletin of Symbolic Logic und 1980 bis 1986 beratender Herausgeber des Journal of Symbolic Logic. Ab 1992 war er im Herausgebergremium von Philosophia Mathematica und 1978 bis 1994 des Journal of Philosophical Logic. 1989 bis 1992 war er Präsident der Association for Symbolic Logic.
Er veröffentlichte über mathematische Logik, Philosophie der Mathematik und Logik, Sprachphilosophie, Immanuel Kant und historische Persönlichkeiten, die über die Grundlagen der Mathematik forschten wie Gottlob Frege, David Hilbert, Willard van Orman Quine und Kurt Gödel. Mit Solomon Feferman und anderen war er Herausgeber von Band 3 bis 5 der Gesammelten Werke von Gödel. 2011 gab er mit Montgomery Link Schriften von Hao Wang heraus.
1982 wurde Parsons zum Mitglied der American Academy of Arts and Sciences ernannt, außerdem war er Mitglied der Norwegischen Akademie der Wissenschaften. 2017 war er Gödel-Lecturer.

## Schriften
- Mathematics in Philosophy: Selected Essays, Cornell University Press 1983, 2005 (Aufsatzsammlung)
- Mathematical Thought and its Objects, Cambridge University Press 2008
- From Kant to Husserl: Selected Essays, Harvard UP, 2012 (Aufsatzsammlung)
- Philosophy of Mathematics in the Twentieth Century: Selected Essays, Harvard University Press 2014  (Aufsatzsammlung)
- Gödel and philosophical idealism, Philosophia Mathematica (3), Band 18, 2010, S. 166–192
- Analyticity for realists, in: Juliette Kennedy (Hrsg.), Interpreting Gödel, Cambridge University Press 2014, S. 131–150
- Developing arithmetic in set theory without infinity: Some historical remarks, History and Philosophy of Logic, Band 8, 1987, S. 201–213.
- The structuralist view of mathematical objects, Synthese, Band 84, 1990, S. 303–346.
- The uniqueness of the natural numbers, Iyyun: The Jerusalem Philosophical Quarterly, Band 39, 1990, S. 13–44
- Infinity and a critical view of logic, Inquiry, Band 58, 2015, S. 1–19